# جمال الظفيري
جمال محمد الظفيري لاعب كرة قدم سعودي ، يلعب في نادي الزلفي.

## مسيرة اللاعب
لعب في نادي الباطن ونادي القيصومة ونادي التضامن ونادي عرعر ونادي الرياض ونادي النعيرية ونادي هجر ونادي الزلفي.

## روابط خارجية
- جمال الظفيري على موقع Soccerway.com (الإنجليزية)